# Município de Marion (condado de Ouachita, Arkansas)
O município de Marion (em inglês: Marion Township) é um município localizado no condado de Ouachita no estado estadounidense de Arkansas. No ano de 2010 tinha uma população de 764 habitantes e uma densidade populacional de 5,51 pessoas por km².

## Geografia
O município de Marion encontra-se localizado nas coordenadas 33° 29′ 00″ N, 92° 57′ 11″ O. Segundo a Departamento do Censo dos Estados Unidos, o município tem uma superfície total de 138.69 km², da qual 138,62 km² correspondem a terra firme e (0,05 %) 0,07 km² é água.

## Demografia
Segundo o censo de 2010, tinha 764 pessoas residindo no município de Marion. A densidade populacional era de 5,51 hab./km². Dos 764 habitantes, o município de Marion estava composto pelo 67,02 % brancos, o 29,97 % eram afroamericanos, o 0,39 % eram amerindios, o 1,31 % eram asiáticos, o 0,13 % eram insulares do Pacífico, o 1,18 % eram de outras raças. Do total da população o 1,05 % eram hispanos ou latinos de qualquer raça.